# Baumann Fiord
Der Baumann Fiord ist eine Bucht der Insel Ellesmere Island in der Qikiqtaaluk Region des kanadischen Territoriums Nunavut.
Der Fjord liegt im Südwesten von Ellesmere Island zwischen den Halbinseln Raanes Peninsula und Svendsen Peninsula im Nordosten sowie Bjorne Peninsula im Südwesten. Er ist etwa 120 km lang und bis zu 25 km breit. Er nimmt seinen Anfang im Nordosten der Norwegian Bay zwischen Bear Corner und Goose Cape, verläuft zunächst 40 km in östlicher Richtung, schwenkt dann nach Südosten und nach weiteren 40 km schließlich wieder nach Osten. Die größten Nebenfjorde sind – im Uhrzeigersinn – Blind Fiord, Trold Fiord mit Starfish Bay, Troll Fiord, Gryte Bay, Svarte Fiord, Vendom Fiord, Stenkul Fiord und Sor Fiord. Der sich am Ende des Baumann Fiords nach Norden erstreckende Vendom Fiord ist mit einer Länge von 75 km der größte von ihnen. Im Baumann Fiord befinden sich mehrere Inseln, von denen Hoved Island am Eingang des Svarte Fiord mit einer Fläche von 158 km² die größte ist. In ihrer Nähe wurde eine Wassertiefe von 306 m gemessen. Trotz seiner nördlichen Lage mündet kein Gletscher in den Fjord.
Der Baumann Fiord wurde 1901 von der Zweiten Expedition mit der Fram unter Leitung von Otto Sverdrup entdeckt und von Victor Baumann (1870–1932) erforscht und vermessen. Nach letzterem ist er benannt.